# بی‌بی اند تی

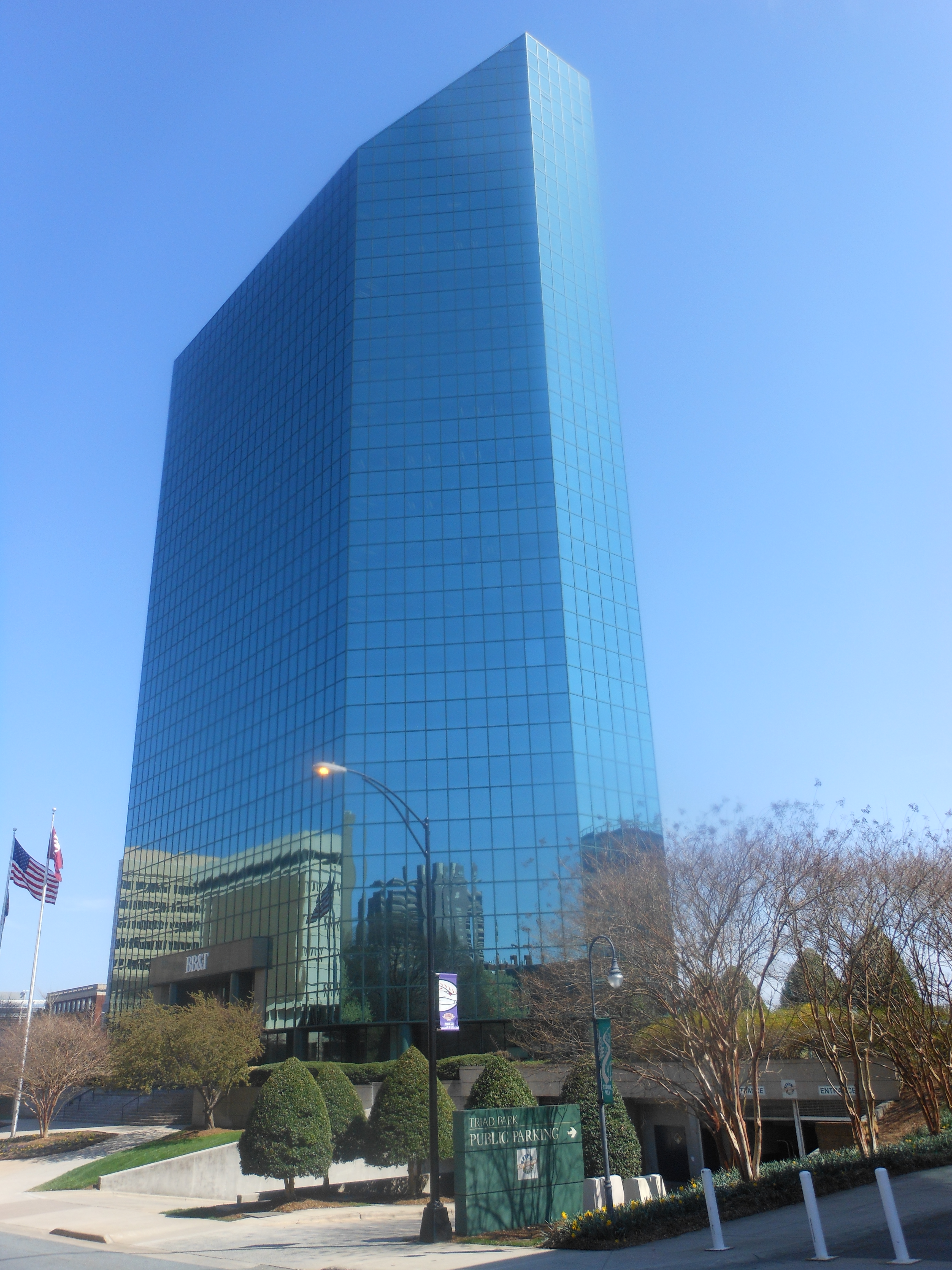
ساختمان مرکزی بی‌بی اند تی، در وینستون-سیلم

بی‌بی اند تی (به انگلیسی: BB&T) (مخفف انگلیسی: Branch Banking & Trust) شرکت خدمات مالی و بانکداری آمریکایی است، که طیف وسیعی از خدمات بانکی از بانکداری خرد، بانکداری اختصاصی، بانکداری شرکتی، بانکداری سرمایه‌گذاری، تا مدیریت سرمایه‌گذاری، مدیریت دارایی، وام‌های مسکن و انواع خدمات بیمه را ارائه می‌کند.
ریشه‌های تأسیس بانک بی‌بی اند تی به سال ۱۸۷۲ بازمی‌گردد، که آلفئوس برنچ و توماس جفرسون هدلی، اقدام به راه‌اندازی بانک برنچ اند هدلی در شهر ویلسن، کارولینای شمالی نمودند. این بانک در حال حاضر مالک شبکه‌ای از ۱٫۸۰۰ شعبه در ایالت‌های کارولینای شمالی، کارولینای جنوبی، ویرجینیا، مریلند، ویرجینیای غربی، کنتاکی، تنسی، جورجیا، فلوریدا، آلاباما، ایندیانا، تگزاس و واشینگتن، دی. سی. می‌باشد.
شعبه مرکزی بانک بی‌بی اند تی در شهر وینستون-سیلم، کارولینای شمالی قرار دارد و بخشی از سهام آن در بازار بورس نیویورک معامله می‌شود.